# 551082 Tsiongtiong
551082 Tsiongtiong è un asteroide della fascia principale interna. Scoperto nel 2012, presenta un'orbita caratterizzata da un semiasse maggiore pari a 2,293443 UA e da un'eccentricità di 0,143090, inclinata di 7,195912° rispetto all'eclittica.
Tsiong-Tiong è l'abbreviazione taiwanese di Changhua Senior High School. La scuola fu fondata a Changhua City, Taiwan, nel 1942. Il nome fu suggerito dagli studenti della Changhua Senior High School, G.-R. Hong e M.-Y. Sie, e dall'insegnante D.-L. You, che parteciparono all'International Astronomical Search Collaboration.